# Taïfa de Santa Maria del Algarve

Carte des taïfas en 1037

La taïfa de Santa María del Algarve fut un petit royaume musulman indépendant constitué en 1018 en al-Andalus à la suite de la dislocation du califat de Cordoue à partir de l'an 1008 et qui disparut en 1052 quand il fut conquis et annexé par la taïfa de Séville. Ce royaume appartient à la première période de taïfas et était centré sur la ville qui est aujourd'hui Faro, dans la province portugaise de l'Algarve.
La famille des Banu Harun (es) en fut la dynastie au pouvoir. Le premier souverain fut Saíd ibn Harún, natif de Merida, et à sa mort, c'est son fils Muhámmad qui lui succéda, prenant le nom de Al-Mutásim.